# Karunginjärvi
Karunginjärvi este o arie protejată (arie de protecție specială avifaunistică — SPA) din Finlanda întinsă pe o suprafață de 688 ha, integral pe uscat.

## Localizare
Centrul sitului Karunginjärvi este situat la coordonatele 66°02′09″N 24°00′13″E / 66.0358°N 24.0036°E.

## Înființare
Situl Karunginjärvi a fost declarat arie de protecție specială avifaunistică în ianuarie 2004 pentru a proteja 24 de specii de animale.

## Biodiversitate
Situată în ecoregiunea boreală, aria protejată nu include niciun habitat protejat.
La baza desemnării sitului se află mai multe specii protejate de  păsări (24): rață sulițar (Anas acuta), gâscă de semănătură (Anser fabalis), rața moțată (Aythya fuligula), Aythya marila, bătăuș (Calidris pugnax), erete de stuf (Circus aeruginosus), erete vânăt (Circus cyaneus), Cygnus columbianus bewickii, lebădă de iarnă (Cygnus cygnus), vânturel roșu (Falco tinnunculus), cufundar polar (Gavia arctica), cufundar mic (Gavia stellata), cocor (Grus grus), pescăriță mare (Hydroprogne caspia), Larus fuscus fuscus, rață catifelată (Melanitta fusca), rață neagră (Melanitta nigra), Mergellus albellus, codobatura galbenă (Motacilla flava), notatița cu ciocul subțire (Phalaropus lobatus), Spatula clypeata, Sterna paradisaea, fluierar de mlaștină (Tringa glareola), fluierarul cu picioare roșii (Tringa totanus).
Pe lângă speciile protejate, pe teritoriul sitului au mai fost identificate 20 de specii de păsări.